# La fuerza del destino (gira)
El Tour La Fuerza del Destino es una gira que consistía el regreso a los escenarios del grupo español Mecano, pero por motivos de desacuerdos, Ana Torroja, su vocalista y actualmente solista, decide rendirle un particular homenaje. Para ello lanza un disco rápido llamado Me cuesta tanto olvidarte, con novedosas sonoridades, por lo que esto también promociona la gira. El tour recorre toda España y América Latina, finaliza el 23 de febrero de 2007, en el Festival de Viña del Mar de Chile, donde obtuvo un éxito inesperado.

## Sinopsis
- «Hoy no me puedo levantar»: El concierto comienza con el primer éxito de Mecano, con Ana en una tarima de 24 m² situada encima del escenario, llevando puesta la misma capa que utiliza en la portada del álbum Me cuesta tanto olvidarte.

- «Los amantes»: Continúa con esta canción, siendo ésta el sencillo de presentación del disco, con imágenes con fuego en la pantalla central y con una coreografía a cargo de Francis Viñolo, acompañada de las dos coristas, Judith y Sandra, ya con Ana en la tarima central. Tras finalizar este tema, Ana se dirige al público y les desea que se vayan más felices que al entrar.

- «50 palabras, 60 palabras o 100»: Ana recupera canciones que hacía mucho tiempo que no sonaban en directo tras la disolución del grupo como ésta, cantada totalmente por ella incluyendo la parte en la que canta Nacho Cano.

- «Cruz de navajas»: Le sigue esta canción incluida en el mismo álbum que la anterior, "Entre el cielo y el suelo" y que empezó a catalogar a Mecano en 1986 en otra división del pop español.

- «Aire»: Otra de las joyas, y primera gran canción de José María, que adquiere otra dimensión en los conciertos, con Ana cantando sentada en un taburete sobre la tarima central.

- «Dalai Lama»: Con una coreografía de Ana junto con las dos coristas, durante la segunda parte de la canción aparece Ana sentada sobre la tarima principal y la imagen de un Buda sobre la pantalla central.

- «Ay, qué pesado»: Sigue el turno de esta canción, no hay duda que las nuevas versiones suenan a Mecano, con una magnífica puesta en escena, luces y sonido.

- «No me canso»: Canción de su carrera en solitario, siendo la primera vez que la toca en una de sus giras.

- «Veinte mariposas»: Es otra de las canciones que Ana interpreta de su etapa en solitario, guitarra en mano, algo que no hacía desde que estaba con Mecano con el tema «J.C.».

- «La fuerza del destino»: El espectáculo continúa con la canción que da título a la gira, durante los primeros conciertos, se proyectaban imágenes de Nacho y José en las pantallas, pero posteriormente se dejó de hacer.

- «Hijo de la luna»: Uno de los momentos estelares durante en concierto ofrecido en el Palau Sant Jordi de Barcelona, se cita con el bailarín Rafael Amargo dando vida a esta trágica historia.

- «Boda en Londres»: Continúa con este tema instrumental del primer álbum del grupo, momento que Ana aprovecha para cambiar de vestuario, se presenta a la banda de una manera original, los nombres de los músicos van apareciendo en la pantalla central, Mikel Irazoki al bajo, Pedro Andrea y David Palau a las guitarras, Pedro Hoyuelos a los teclados y Yuri Nogueira a la batería y percusión.

- «El 7 de septiembre»: La segunda parte del concierto empieza con este clásico del grupo, con una puesta en escena sobre la tarima central.

- «No es serio este cementerio»: Es otra de las canciones de Mecano que no se tocaba en directo desde el "Tour Aidalai" en 1992, en un medley de éxitos que el grupo realizaba al final de cada concierto. Ana la recupera de nuevo para la gira de manera coreografiada y junto con sus dos coristas.

- «Busco algo barato»: Otra de las canciones del álbum "Ya viene el sol" que Ana no había tocado desde que estaba con el grupo, se toca la versión del álbum Me cuesta tanto olvidarte, suena muy modernizada con coreografías y Ana llevando un sombrero o gorro negro.

- «Mujer contra mujer»: Ana pide un aplauso fuerte para toda la gente que hace posible el espectáculo, como Luis Pastor, el ingeniero de imagen y sonido, y al público. Ana se dirige al público: "Canciones que hacía tiempo no cantaba y otras que las cantaré toda mi vida, como «Mujer contra mujer»", tocada a piano, voz y saxo.

- «"Eungenio" Salvador Dalí»: Mientras canta Ana pincel en mano, simula que pinta un cuadro, y estrofa a estrofa va dando forma a la silueta de Dalí.

- «Una rosa es una rosa»: Durante el concierto en el Palau Sant Jordi de Barcelona, para seguir con la fiesta, Torroja requiere de las palmas del público, un cajón y de nuevo de Rafael Amargo, para convertir el escenario en un tablao flamenco.

- «Me colé en una fiesta»: Presentación de las coristas Judith Belmonte y Sandra Borrego.

- «Un año más»: Ana la canta y hace una coreografía con las coristas, mientras los papeles son proyectados por varios cañones.

- «Me cuesta tanto olvidarte»: Llega el momento del primer bis, puro sentimiento por parte de Ana que acaba mandando besos al público.

- «Duele el amor»: En la parte de Aleks Syntek se crea un bonito juego de voces con los dos guitarristas.

- «Maquillaje»: Para la interpretación de esta canción, se toca la versión del álbum Me cuesta tanto olvidarte, en plan cabaret musical, con coreografía de Ana y las coristas, llevando boas con plumas, y con la cual la banda vuelve a despedirse.

- «El fallo positivo»: Mientras es interpretada aparecen mensajes a favor de las personas seropositivas en la pantalla central.

- «Barco a Venus»: Como era tradición en los conciertos de Mecano se termina con esta canción, siendo el único tema del álbum "¿Dónde está el país de las hadas?", que Ana interpreta. La banda se despide definitivamente. En la pantalla aparecen imágenes del grupo, esta vez sonando con un estribillo de «El uno, el dos, el tres», con las tres piezas del Mecano juntas.

## Lista de canciones
Los siguientes temas interpretó: 
1. Hoy no me puedo levantar
2. Los amantes
3. 50 Palabras, 60 palabras o 100
4. Cruz de navajas
5. Dalai Lama
6. Boda en Londres (Instrumental)
7. Aire
8. Ay, qué pesado
9. El 7 de septiembre
10. Hijo de la luna
11. No me canso
12. Veinte mariposas
13. Busco algo barato
14. Mujer contra mujer
15. "Eungenio" Salvador Dalí
16. Una rosa es una rosa
17. No es serio este cementerio
18. La fuerza del destino
19. Me colé en una fiesta
20. Un año más
21. Me cuesta tanto olvidarte
22. Duele el amor
23. Maquillaje
24. El fallo positivo
25. Barco a Venus

### Otros temas
1. El mapa de tu corazón (A capella)

## Fecha de la gira
| España                   |                           |                                         |
| Fecha                    | Ciudad                    | Estadio                                 |
| 12 de julio de 2006      | Orihuela (Alicante)       | Colegio Público Miguel Hernández        |
| 14 de julio de 2006      | Denia (Alicante)          | Lonja, Puerto de Denia                  |
| 15 de julio de 2006      | Águilas (Murcia)          | Plaza Antonio Cortijos                  |
| 16 de julio de 2006      | Granada                   | Plaza de Toros                          |
| 20 de julio de 2006      | Valencia                  | Campo de fútbol Venezia de Alzira       |
| 22 de julio de 2006      | Pontevedra                | Auditorio de Castrelos de Vigo          |
| 27 de julio de 2006      | Algeciras                 | Plaza de Toros                          |
| 28 de julio de 2006      | Ceuta                     | Murallas Reales                         |
| 1 de agosto de 2006      | Huelva                    | Espacio Música, Ría de Huelva           |
| 5 de agosto de 2006      | Los Alcázares (Murcia)    | Polideportivo Municipal                 |
| 7 de agosto de 2006      | La Coruña                 | Plaza de María Pita                     |
| 9 de agosto de 2006      | El Paso                   | Recinto Avenida Principal               |
| 11 de agosto de 2006     | Montroig (Tarragona)      | Auditorio del Club de Golf Bonmont      |
| 14 de agosto de 2006     | Cádiz                     | Playa de la Victoria                    |
| 16 de agosto de 2006     | Oliva (Valencia)          | Polideportivo Municipal                 |
| 18 de agosto de 2006     | Málaga                    | Auditorio Municipal                     |
| 19 de agosto de 2006     | Alicante                  | Plaza de Toros                          |
| 20 de agosto de 2006     | Daimiel (Ciudad Real)     | Auditorio Municipal                     |
| 24 de agosto de 2006     | Almería                   | Recinto Ferial                          |
| 26 de agosto de 2006     | Asturias                  | Complejo Deportivo El Qurinal de Avilés |
| 28 de agosto de 2006     | Santa Cruz de Tenerife    | Auditorio Calatrava                     |
| 29 de agosto de 2006     | Santa Cruz de Tenerife    | Auditorio Calatrava                     |
| 1 de septiembre de 2006  | Valladolid                | Plaza Mayor                             |
| 2 de septiembre de 2006  | Santander                 | Palacio de los Deportes                 |
| 7 de septiembre de 2006  | Barcelona                 | Palau Sant Jordi                        |
| 8 de septiembre de 2006  | Albacete                  | Caseta de los Jardinillos               |
| 9 de septiembre de 2006  | Elche (Alicante)          | Parque M. La Rotonda                    |
| 13 de septiembre de 2006 | Molina de Segura (Murcia) | Recinto Ferial                          |
| 15 de septiembre de 2006 | Madrid                    | Madrid Arena                            |
| 20 de septiembre de 2006 | Oviedo                    | Inst. Deportivas San Lázaro             |
| 23 de septiembre de 2006 | Castellón                 | Plaza de Toros                          |
| 1 de octubre de 2006     | Bullas (Murcia)           | Carpa Festera                           |
| 8 de octubre de 2006     | Fuengirola (Málaga)       | Palacio de la Paz                       |
| 13 de octubre de 2006    | San Sebastián             | Auditorio Centro Kursaal                |
| 14 de octubre de 2006    | Zaragoza                  | Paseo de la Independencia               |

## Críticas
Debido a que la compañía discográfica Sony BMG había anunciado que se estrenaría un DVD con la gira grabada en México, no se específicaron nunca los motivos del porque fue cancelado o no editado. En mayo de 2012 Ana Torroja en una entrevista concedida a la web de www.antena3.com y con motivo de su incorporación como jurado en el programa EL NÚMERO UNO, declara que la cancelación de dicho DVD fue debida a la mala calidad que se obtuvo de la grabación, alegando que había salido demasiado oscuro como para ser puesto a la venta.